# Okres Kladno

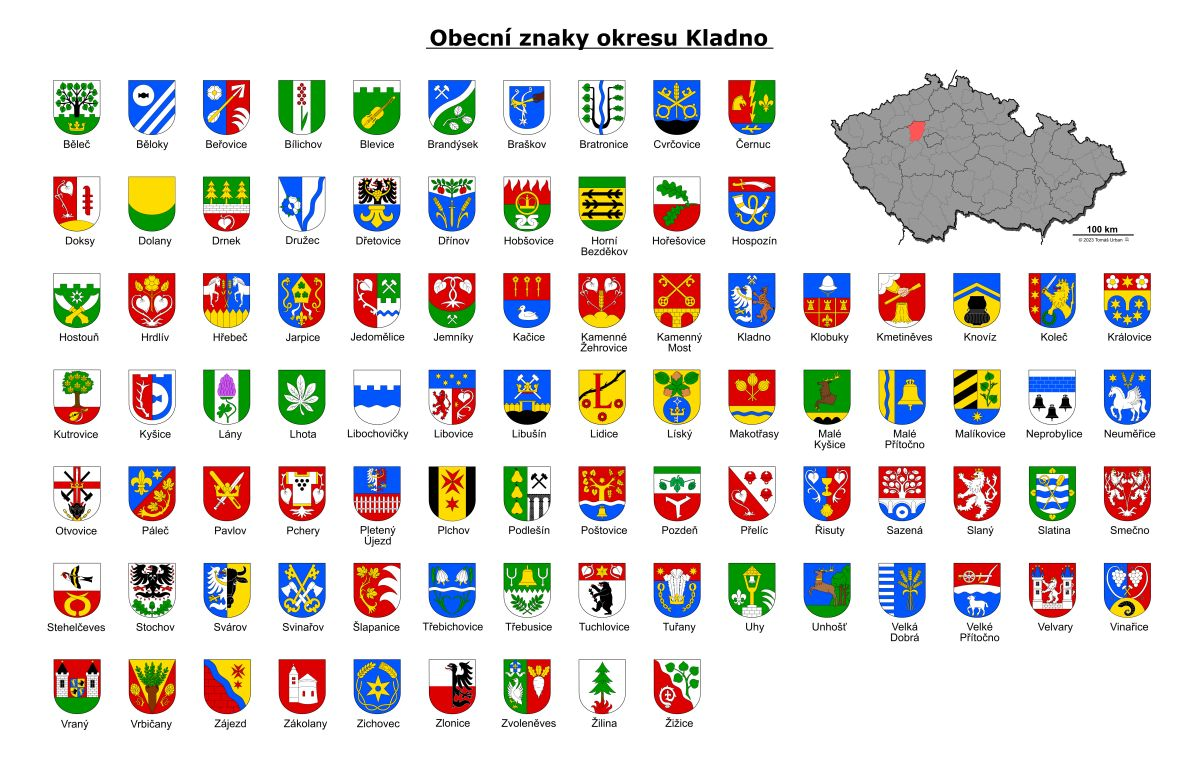
Přehled obecních znaků okresu Kladno

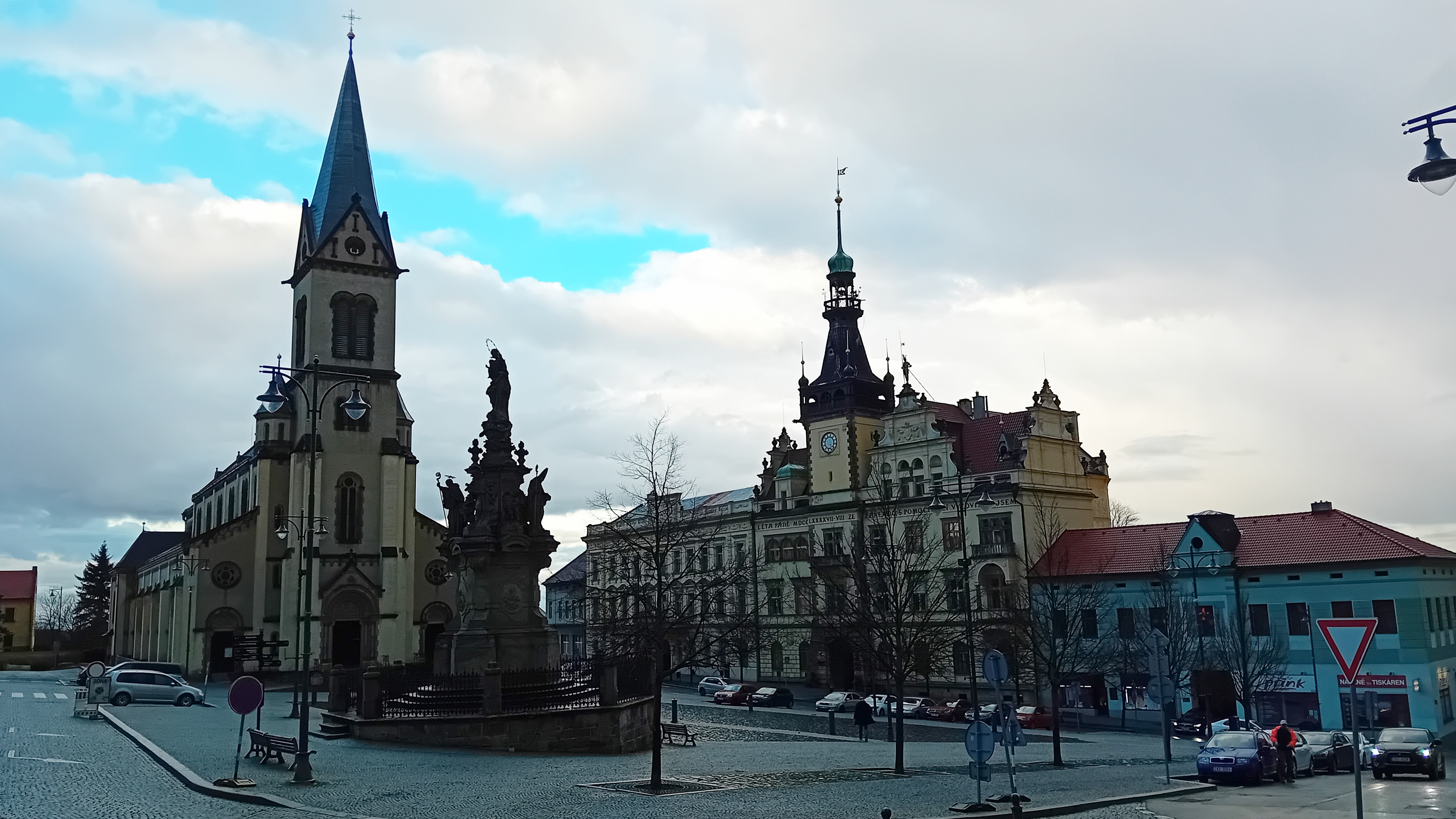
Centrum okresního města

Okres Kladno je okresem na severozápadě Středočeského kraje. Sídlem jeho dřívějšího okresního úřadu bylo město Kladno, které je obcí s rozšířenou působností. Kromě jeho správního obvodu okres obsahuje ještě správní obvod obce s rozšířenou působností Slaný.
V rámci kraje sousedí na západě s okresem Rakovník, na jihu s okresem Beroun, na východě s okresem Praha-západ a na severovýchodě s okresem Mělník. Ze severozápadu a severu jej ohraničují okresy Louny a Litoměřice Ústeckého kraje.

## Charakteristika okresu
Okres Kladno má tvar nepravidelného čtyřúhelníku, obklopeného ze všech stran specifickými regiony. Na východě rovinatým Mělnickem a příměstskou oblastí okresu Praha-západ, na jihu Berounskem, na západě lesnatým Rakovnickem a na severu Lounskem a podřipskou částí Litoměřicka. Dominují mu především dvě města, průmyslové Kladno s 69 tisíci obyvateli a historické město Slaný s 16 tisíci obyvateli, a tak jej lze pomyslně rozdělit na jižní Kladensko a severní Slánsko. Dalšími městy na okrajích jsou Buštěhrad (3 tisíce obyvatel), Libušín (3 tisíce obyvatel), Smečno (2 tisíce obyvatel), Stochov (5 tisíc obyvatel), Unhošť (5 tisíc obyvatel) a Velvary (3 tisíce obyvatel), přičemž poslední dvě byla také sídly soudních okresů obdobně jako Kladno nebo Slaný.
Vzhledem k tomu okres sestává ze dvou správních obvodů obcí s rozšířenou působností (Kladno a Slaný), které se dále člení na čtyři správní obvody obcí s pověřeným obecním úřadem (Kladno, Slaný, Unhošť, Velvary). K roku 2019 měl okres celkovou plochu 720 km², z toho 66,2 % tvořila zemědělská půda a 20,2 % lesy. Prochází tudy dálnice D6 a D7, dále silnice I. třídy I/6 (zbylé úseky, doposud nepřevedené do II. třídy) I/7, I/16 a I/61. SIlnicemi II. třídy jsou II/101, II/116, II/118, II/201, II/236, II/237, II/238, II/239, II/240, II/606, II/616 a na katastru obce Sazená malým úsekem i II/608. Železničními tratěmi které procházejí tímto okresem jsou : Praha – Lužná u Rakovníka – Chomutov/Rakovník, Hostivice–Podlešín, Kralupy nad Vltavou – Kladno, Kralupy nad Vltavou – Louny, Kralupy nad Vltavou – Velvary, Roudnice nad Labem – Zlonice.
Z horopisné polohy je Kladensko, jako celek, součástí Českého masivu, kde ve své severní části patří k tzv. Dolnooharské tabuli, ve střední a jižní tabuli k Poberounské soustavě, která se dále dělí na Pražskou plošinu, jejíž součástí je Kladenská tabule, dále na Křivoklátskou vrchovinu a na vrchovinu Džbán. Povrch okresu má poměrně malé výškové rozdíly. Nejvyšší body jsou v Lánské pahorkatině v jižní části okresu. Je to Tuchonín u Malých Kyšic s nadmořskou výškou 488 metrů, který je charakteristický svým protáhlým zalesněným hřebenem a poblíž Kladna Kožová hora (456 m n. m.) se známou rozhlednou.
Z geologického hlediska měla pro dalekou budoucnost Kladenska veliký význam doba prvohorní, neboli paleozoikum. Na jejím sklonku v kamenouhelném útvaru – karbonu, se během milionů let vytvořily mohutné vrstvy kamenného uhlí. Z historicky dochovaných záznamů se začalo s dolováním uhlí v roce 1570 na buštěhradském panství u Vrapic, ale vyráběla se z něho skalice. Začátky dolování na Kladensku se vztahují k Otvovickému údolí, kde bylo zaznamenáno skutečné důlní podnikání v roce 1720. V té době patřily doly slánskému revíru.
Vzhledem k útlumu těžby uhlí se zvedá kvalita životního prostředí. Částečně sem zasahuje chráněná krajinná oblast Křivoklátsko a v jejím rámci národní přírodní rezervace Vůznice. Kromě ní se na území okresu nachází také národní přírodní památky Bílichovské údolí a Cikánský dolík. Z kulturních památek lze jmenovat zejména lánský zámek, sídlo československých a českých prezidentů, nebo např. Památník Lidice, připomínku nacisty vypálené obce. Ze starší historie se dochovaly pozůstatky přemyslovských hradišť Budeč nebo Libušín, kostely sv. Gotharda a Nejsvětější Trojice ve Slaném či cenné příklady venkovské architektury v okolí tohoto města, zejména spravované Národopisným muzeem Slánska v Třebízi.

## Demografické údaje
Data ke sčítání lidu 26. března 2011:
| Popis          | Celkem  | Ženy           | Muži           |
| -------------- | ------- | -------------- | -------------- |
| počet obyvatel | 159 194 | 81 265 51,05 % | 77 929 48,95 % |

## Seznam obcí a jejich částí

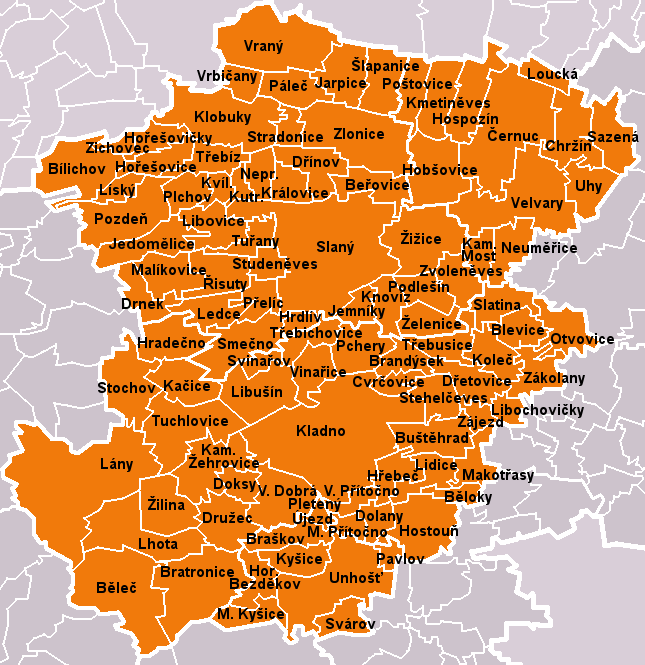
Rozsah okresu Kladno, platný od roku 2007, s vyznačenými hranicemi a názvy obcí

Města jsou uvedena tučně, městyse kurzívou, části obcí malince.
Běleč •
Běloky •
Beřovice (Bakov) •
Bílichov •
Blevice •
Brandýsek (Olšany) •
Braškov •
Bratronice (Dolní Bezděkov) •
Buštěhrad •
Cvrčovice •
Černuc (Bratkovice • Miletice • Nabdín) •
Doksy •
Dolany •
Drnek •
Družec •
Dřetovice •
Dřínov (Drchkov) •
Hobšovice (Skůry) •
Horní Bezděkov •
Hořešovice •
Hořešovičky •
Hospozín (Hospozínek) •
Hostouň •
Hradečno (Nová Studnice • Nová Ves) •
Hrdlív •
Hřebeč (Netřeby) •
Chržín (Budihostice • Dolní Kamenice) •
Jarpice (Budenice) •
Jedomělice •
Jemníky •
Kačice •
Kamenné Žehrovice •
Kamenný Most •
Kladno (Dubí • Kročehlavy • Rozdělov • Švermov • Vrapice) •
Klobuky (Čeradice • Kobylníky • Kokovice • Páleček) •
Kmetiněves •
Knovíz •
Koleč (Mozolín • Týnec) •
Královice •
Kutrovice •
Kvílice •
Kyšice •
Lány (Vašírov) •
Ledce •
Lhota •
Libochovičky •
Libovice •
Libušín •
Lidice •
Líský •
Loucká •
Makotřasy •
Malé Kyšice •
Malé Přítočno •
Malíkovice (Čanovice • Hvězda) •
Neprobylice •
Neuměřice •
Otvovice •
Páleč •
Pavlov •
Pchery (Humny) •
Pletený Újezd •
Plchov •
Podlešín •
Poštovice •
Pozdeň (Hřešice) •
Přelíc •
Řisuty •
Sazená •
Slaný (Blahotice • Dolín • Kvíc • Kvíček • Lotouš • Netovice • Otruby • Slaný • Trpoměchy • Želevčice) •
Slatina •
Smečno •
Stehelčeves •
Stochov (Čelechovice • Honice) •
Stradonice •
Studeněves •
Svárov •
Svinařov •
Šlapanice (Budeničky) •
Třebichovice (Saky) •
Třebíz •
Třebusice (Holousy) •
Tuchlovice (Srby) •
Tuřany (Byseň) •
Uhy •
Unhošť •
Velká Dobrá •
Velké Přítočno •
Velvary (Ješín • Malá Bučina • Velká Bučina) •
Vinařice •
Vraný (Horní Kamenice • Lukov) •
Vrbičany •
Zájezd (Bůhzdař) •
Zákolany (Kováry • Trněný Újezd) •
Zichovec •
Zlonice (Břešťany • Lisovice • Tmáň • Vyšínek) •
Zvoleněves •
Želenice •
Žilina •
Žižice (Drnov • Luníkov • Osluchov • Vítov)

### Změna hranice okresu
Do 1. ledna 2007 spadala pod okres Kladno ještě obec:
- Olovnice – nyní okres Mělník

Ke stejnému datu byla do okresu Kladno začleněna obec:
- Lány – dříve okres Rakovník